# Peter von Vécsey
Peter von Vécsey, de son nom complet Peter Vécsey de Hernádvécse et Hajnácskeő (en hongrois : hernádvécsei és hajnácskeői baroVécsey Péter), né le 13 juillet 1768 à Bodolló en Hongrie et mort le 21 juillet 1809 à Mikulov en Autriche, est un officier général d'origine hongroise au service de la monarchie des Habsbourg. Membre de la petite noblesse autrichienne en sa qualité de baron, il se fait un nom en dirigeant des unités de cavalerie et obtient tous les grades jusqu'à celui de général en 1808. Il commande une brigade indépendante lors de la campagne de 1809 et est mortellement blessé à la bataille de Wagram.

## Biographie

### Début de carrière
Peter Vécsey de Hernádvécse et Hajnácskeő naît le 13 juillet 1768 à Bodolló, dans le comté hongrois de Abaúj, du mariage de Péter Vécsey et de son épouse Juliana. Il est le neveu du général-major Stephan Vécsey de Vécse et Hajnácskeö (1719-1802), un vétéran de la guerre de Sept Ans. Le jeune Peter embrasse la vocation militaire et entre le 20 mai 1786, à l'âge de 17 ans, dans le régiment de cuirassiers Wallis. Promu caporal le 30 octobre suivant, il sert pendant la guerre contre les Turcs avant d'être nommé sergent le 20 juin 1788 puis sous-lieutenant le 11 janvier 1789. En avril de l'année suivante, il est affecté avec le grade de lieutenant au régiment de chevau-légers no 1 Kaiser.

### Guerres de la Révolution française
Vécsey participe dès 1792 à la guerre de la première coalition. Affecté au corps du général Hohenlohe-Kirchberg, il combat à Trèves et Pellingen au mois de décembre ainsi que dans diverses autres affaires, ce qui lui vaut d'être promu capitaine en second le 21 octobre 1794 puis capitaine en premier le 1er mars 1795. Il sert à cette époque sur le Rhin, notamment à Sankt Wendel en mai 1796. 
Au cours de l'offensive française en Allemagne, Vécsey suit tout d'abord la retraite des troupes autrichiennes mais, le sort des armes s'étant inversé, il est transféré à l'avant-garde sous le général Hotze ; le 25 août 1796, il capture un grand nombre de soldats français avec seulement quinze cavaliers et parvient, le 1er septembre, à mettre en fuite la garnison de Wurtzbourg. Il participe également à la bataille d'Emmendingen le 19 octobre. Le lendemain, à Riegel, il se distingue à nouveau en chargeant un avant-poste d'infanterie ennemie qu'il enlève ainsi que deux canons. Grièvement blessé au cours de l'action, il est cependant de nouveau sur pied pour prendre part au siège de Kehl.
En 1799, Vécsey passe sur le théâtre d'Italie où il contribue aux victoires austro-russes de la Trebbia en juin et de Novi en août ainsi qu'à la prise d'Alexandrie durant l'été. Attaqué à Villanova le 21 octobre par les troupes françaises du général Lemoine, il abandonne cette position qu'il réoccupe néanmoins quelques jours plus tard puis se distingue le 8 novembre dans un engagement à Carrù ; il est cité à l'ordre du jour par le général Gottesheim pour ce fait d'armes. En récompense de ses services, il est élevé au grade de major le 2 février 1800. 
Pendant la campagne de 1800 en Italie, il est placé sous les ordres du général Hadik (en) et s'illustre à Romano, le 26 mai, par une charge de cavalerie qui décide du sort de la journée mais au cours de laquelle il est blessé d'un coup de sabre. Il est promu au rang de lieutenant-colonel le 26 novembre suivant et passe au régiment de hussards no 7 Liechtenstein le 1er décembre. Il reçoit en outre la croix de chevalier de l'ordre militaire de Marie-Thérèse le 18 août 1801 avec le titre de baron de Felsö-Gagy.

### Sous les guerres napoléoniennes
Vécsey se forge une réputation de commandant courageux, ayant l'habitude de charger à la tête de ses hommes. Nommé colonel du régiment de hussards no 3 Archiduc Ferdinand en octobre 1803, il dirige son unité lors de la bataille de Caldiero du 29 au 31 octobre 1805,. Alors que l'armée autrichienne effectue sa retraite, il est grièvement blessé par balle lors d'une rencontre avec les Français mais échappe à la capture grâce à l'intervention de son ordonnance. Il est promu général-major le 14 août 1808 selon Smith et Kudrna ou le 3 septembre selon Enzenthal. 
Pendant la guerre de la Cinquième Coalition en 1809, il est employé au commandement d'une brigade du IIe corps d'armée autrichien sous les ordres du Feldzeugmeister Johann Kollowrat. Sa brigade se compose des 7e et 8e bataillons de jägers, du 2e bataillon de la légion de l'archiduc Charles, du régiment de chevau-légers no 5 Klenau et d'une batterie de huit canons de 3 livres. Le commandant de la division est le feld-maréchal-lieutenant Johann von Klenau. Au début de la campagne, la brigade Vécsey est détachée de son corps d'origine pour assurer la liaison entre les Ier et IIe corps d'armée situés au nord du Danube et les IIIe, IVe, Ve et VIe corps d'armée ainsi que les Ier et IIe corps de réserve stationnés au sud du fleuve. La brigade opère sur la rive sud et participe à la bataille d'Eckmühl le 22 avril.
Au cours de la bataille d'Essling les 21 et 22 mai 1809, Vécsey dirige une brigade de cavalerie comprenant le régiment de chevau-légers no 4 Vincent et les chevau-légers du régiment de Klenau. Il est cette fois rattaché à la division du feld-maréchal-lieutenant Michael Kienmayer. Lors de la bataille de Wagram les 5 et 6 juillet, il commande une brigade du corps d'avant-garde mené par le général Armand von Nordmann. Il a avec lui le régiment de grenzers no 13 Wallach-Illyrie, le régiment de hussards no 4 Hesse-Hombourg et six pièces d'artillerie à cheval de 6 livres. Il est mortellement blessé en menant ses hommes au combat le 6 juillet dans le secteur de Markgrafneusiedl et meurt le 21 juillet à Nikolsburg en Bohême, sans s'être jamais marié. Vécsey est l'un des quatre généraux autrichiens tués ou mortellement blessés à Wagram, avec Josef Philipp Vukassovich, Konstantin Ghilian Karl d'Aspré et Nordmann.

## Famille
Un parent, le feld-maréchal-lieutenant Siegbert Vécsey de Hernádvécse et Hajnácskeő (1739–1802), est propriétaire du régiment de hussards no 34 Vécsey (devenu plus tard no 4) de 1791 jusqu'à sa mort. Un autre membre de sa famille, le général-major August Vécsey de Hernádvécse et Hajnácskeő, participe à la bataille de Wagram à la tête d'une brigade,.